# Spirit (Formule 1)
Spirit was een Brits Formule 1-team dat deelnam aan het kampioenschap tussen 1983 en 1985.

## Actieve jaren
Het team dat in 1981 werd opgericht nam in 1982 en 1983 deel aan het Formule 2 kampioenschap. Thierry Boutsen won drie races in 1982 en eindigde op de derde plaats in het kampioenschap. Stefan Johansson eindigde op de achtste plaats.
Het team debuteerde in de Formule 1 in 1983 met rijder Stefan Johansson. Zijn beste resultaat was een zevende plaats tijdens de Grand Prix van Nederland.
Het team had in de Formule 2 en in het debuutjaar in de Formule 1 gebruikgemaakt van een Honda motor, maar in 1984 besloot de motorenbouwer Spirit in te ruilen voor Williams. Spirit kwam aan de start met de Hart motor. Acht races werden gereden door Mauro Baldi, de andere acht door Huub Rothengatter. Geen van beide coureurs kon een punt behalen.
Het team begon het seizoen van 1985 met Mauro Baldi maar moest na drie races de strijd staken wegens onvoldoende financiële middelen. Het bandencontract werd doorverkocht aan Toleman en het team verdween uit de Formule 1 zonder ooit een punt gewonnen te hebben.